# O.S.S. 117 non è morto
O.S.S. 117 non è morto (O.S.S. 117 n'est pas mort) è un film del 1957 diretto da Jean Sacha.
È il primo film ispirato al personaggio di Hubert Bonisseur de la Bath, alias O.S.S. 117, creato nei suoi libri da Jean Bruce.